# Isle of Skye: Vom Häuptling zum König
Isle of Skye: Vom Häuptling zum König ist ein Brett- und Legespiel der Spieleautoren Andreas Pelikan und Alexander Pfister. Das Spiel für zwei bis fünf Spieler ab acht Jahren ist im Jahr 2015 beim Spieleverlag Lookout Games erschienen und wurde 2016 unter anderem als Kennerspiel des Jahres ausgezeichnet.

## Thema und Ausstattung
Das Spiel behandelt thematisch den Kampf verschiedener Clans um die Vorherrschaft auf der schottischen Insel Isle of Skye, die durch den Aufbau des eigenen Clangebiets und das Handeln um die wertvollsten Landstücke erreicht wird. Das Spiel ist ein Legespiel, bei dem ähnlich wie beim Spiel Carcassonne auf dem Spieltisch Landschaftsplättchen ausgelegt und zu einer Landschaft verbunden werden müssen.

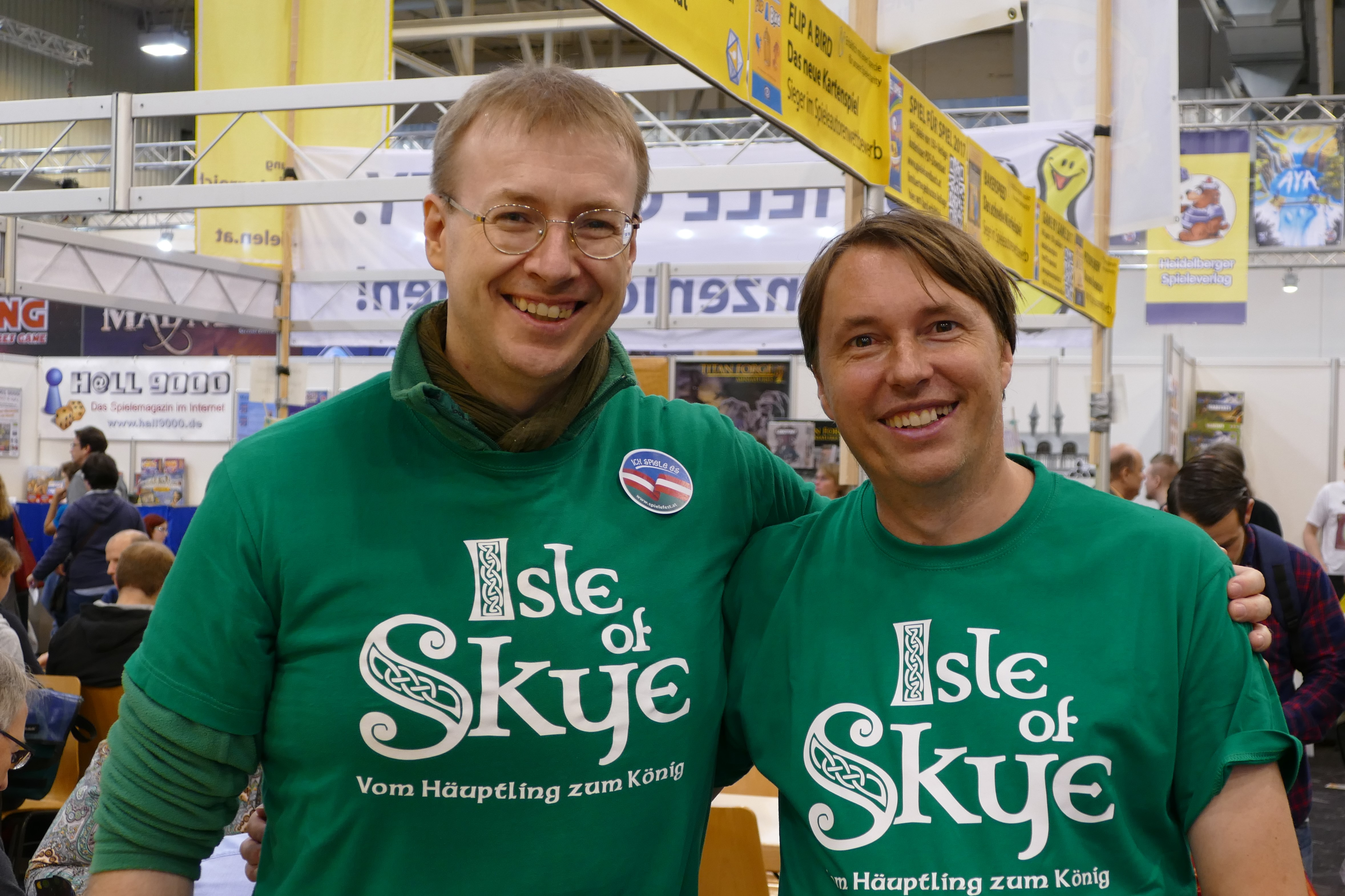
Alexander Pfister (rechts) und Andreas Pelikan auf den Internationalen Spieltagen SPIEL 2016 in Essen.

Das Spielmaterial besteht neben der Spieleanleitung aus:
- einem doppelseitigen Spielplan
- 5 Landschaftsplättchen mit je einer Burg als Startkarte und 73 weiteren Landschaftsplättchen in einem Stoffbeutel
- 16 Wertungsplättchen
- Geldmünzen im Wert von 1, 2, 5 und 10 (Gold)
- einem Startspielerplättchen
- einem hölzernen Rundenmarker
- 5 Spielsteinen zur Kennzeichnung der Siegpunkte
- 6 Abwurfmarkern
- 6 Sichtschirmen

## Spielweise
Bei dem Spiel Isle of Skye versuchen die Mitspieler, durch das Erhandeln und Auslegen von Landschaftsplättchen zu einem Clangebiet möglichst hohe Wertungen und Siegpunkte zu erhalten. Der Gewinner ist der Spieler, der am Ende des Spiels nach einer vorgegebenen Rundenzahl die meisten Siegpunkte hat.

### Vorbereitungen
Zu Beginn des Spiels wird der Spielplan in die Tischmitte gelegt, wobei die Anzahl der Spieler die Spielplanseite entscheidet, mit der gespielt wird. Auf die Positionen A bis D auf dem Spielplan werden vier zufällig gezogene Wertungsplättchen gelegt, der Rundenmarker wird auf die erste Rundenmarkierung gestellt und die Spielsteine der Mitspieler kommen auf das Feld 0 der Zählleiste. Jeder Spieler erhält zudem das Landschaftsplättchen mit der eigenen Burg, einen Sichtschirm und einen Abwurfmarker. Die Burgplättchen werden offen als Startfeld des jeweiligen Clangebiets auf den Tisch gelegt, dahinter wird der Sichtschirm aufgebaut und der Abwurfmarker abgelegt.
Alle Landschaftskarten mit Ausnahme der überzähligen Burgen werden in den Stoffbeutel gelegt und dann gut durchmischt, der Startspieler bekommt den Startspieler-Merker.

### Spielverlauf
Isle of Skye wird über 5 Runden bei 5 Spielern oder 6 Runden bei 2 bis 4 Spielern gespielt. Die einzelnen Runden bestehen dabei jeweils aus 6 Phasen und enden mit einer Wertung, am Ende des Spiels kommt es zusätzlich zu einer Schlusswertung.
Zu Beginn bekommen alle Spieler ihr Einkommen, das sich aus den bereits ausliegenden Landschaftsplättchen und abhängig von der Runde aus der Position des Spielsteins auf der Wertungsleiste ergibt. So bekommen alle Spieler zu Beginn 5 Goldstücke für ihre Burg, später kommt jeweils ein Goldstück für jedes Landschaftskärtchen mit aufgedruckten Whiskyfässern hinzu, das mit der Burg über einen Weg verbunden ist. Ab der dritten Runde bekommen die Mitspieler, die auf der Wertungsleiste weiter hinten stehen, jeweils weitere Münzen für jeden Mitspieler, der mehr Siegpunkte besitzt.
Nachdem jeder Spieler sein Einkommen ausgezahlt bekommen hat, ziehen alle Spieler je drei Landschaftskärtchen aus dem Stoffbeutel und legen diese offen vor ihren Sichtschirm. Hinter dem Sichtschirm platzieren sie nun den Abwurfmarker hinter ein Plättchen, das sie abwerfen wollen sowie einen Goldbetrag aus dem eigenen Vermögen hinter den verbleibenden beiden Plättchen, der mindestens eine Münze betragen muss. Ist dies geschehen, nehmen alle Mitspieler gleichzeitig ihren Sichtschirm beiseite und zeigen so allen Mitspielern ihre Bewertungen. Die Plättchen, die mit Abwurfmarkern markiert sind, werden entfernt und zurück in den Stoffbeutel gelegt. Beginnend mit dem Startspieler darf nun jeder Spieler genau ein Plättchen eines Mitspielers kaufen und muss dafür den festgelegten Goldbetrag zahlen, der Anbieter erhält den Betrag sowie sein eigenes Gold, das er dem Plättchen zugeordnet hat, zurück. Der Einkauf ist keine Pflicht, der Spieler darf auch passen. Ist die Kaufphase beendet, erhalten alle Spieler die noch vor ihnen liegenden Plättchen zum Ausbau ihres Clangebietes und zahlen die Goldbeträge zurück in den gemeinsamen Vorrat.
In der nächsten Phase bauen alle Mitspieler ihre erhaltenen Plättchen an das Clangebiet an, wobei sie darauf achten müssen, dass angrenzende Karten die gleiche Landschaft aufweisen müssen. Straßen müssen dabei nicht fortgesetzt werden, die Spieler achten jedoch darauf, dass die Gebiete zum einen so wachsen, dass sie mehr Gold abwerfen (Whiskyfässer), und zum anderen, dass sie bei den kommenden Wertungen möglichst viele Punkte bekommen.

### Wertungen und Spielende
Zum Ende jeder Spielrunde kommt es zu einer Wertung, die entsprechend der ausgelegten Wertungskarten und der Vorgabe auf dem Spielbrett erfolgt. Wertungen können sich dabei auf verschiedene Aspekte der Karten beziehen, etwa auf die Anzahl von Rindern und Schafen, die Anzahl von Schiffen oder Türmen. Auch abgeschlossene Gebiete, die Anzahl von je 4 zu einem Quadrat zusammengehörenden Plättchen oder der Goldbetrag kann in die Wertung eingehen. Jeder Spieler erhält Siegpunkte entsprechend der Wertung und setzt seinen Spielstein auf der Wertungsleiste entsprechend vorwärts.
Eine weitere Wertung erfolgt am Ende des Spiels, bei dem aufgedruckte Schriftrollen auf den Landschaftsplättchen sowie das Gold der Spieler in Siegpunkte umgerechnet wird. Wer am Ende des Spiels die meisten Siegpunkte hat, gewinnt das Spiel; bei einem Gleichstand gewinnt der Spieler, der zudem das meiste Gold besitzt.

## Erweiterungen
Seit 2015 wurde das Spiel durch mehrere Mini-Erweiterungen (Promos) sowie durch zwei größere Erweiterungen ergänzt.

### Mini-Erweiterungen
Bei den Mini-Erweiterungen handelt es sich um die folgenden:
- Brettspiel-Adventskalender, 2015: Die Mini-Erweiterung im Brettspiel-Adventskalender 2015 von Frosted Games bestand aus zwei neuen Wertungsplättchen. Dabei können Punkte gemacht werden mit drei horizontal benachbarten Wertungsplättchen sowie mit allen Landschaftsteilen, die eine Schriftrolle zeigen.
- Kennerspiel des Jahres Promo, 2016: Diese Mini-Erweiterung wurde als Antwort auf die Auszeichnung zum Kennerspiel des Jahres veröffentlicht und besteht aus einem einzelnen zusätzlichen Landschaftsplättchen mit zwei Whisky-Fässen und einem Rind.
- Peças Promocionais, 2016: Die beiden Mini-Erweiterungen zum Brettspiel-Adventskalender 2015 und zum Kennerspiel 2016 wurden für die brasilianische Version des Spiels 2016 nochmal gemeinsam ausgegeben.
- Nachbarschafts-Schriftrollen, Deutscher Spielepreis Goodie-Box 2016: Diese Erweiterung, die der Goodie-Box zum Deutschen Spielepreis 2016 beigelegt wurde, besteht aus sechs Landschaftsplättchen, die jeweils eine Schriftrolle zeigen. Diese Schriftrollen geben Punkte für angrenzende Felder.
- Tunnelplättchen, 2017: Diese Erweiterung beinhaltet sechs Tunnelplättchen, mit denen Tunnel in die Bergregionen gebaut werden können sowie Whisky-Fässer, die Punkte geben statt Einkommen. Die Erweiterung erschien im Magazin Neues vom Ausguck #09/2017 und im Online-Shop bei Lookout Spiele.
- Tunnelplättchen 2, 2018: 2018 erschienen sechs weitere Tunnelplättchen im Magazin „Neues vom Ausguck“ #12 (10/2018) und in der spielbox 6/18.

### Wanderer
2017 erschien mit Wanderer die erste größere Erweiterung für Isle of Skye. Sie enthält neue Spielertafeln, die die Fortschritte der Mitspieler in Bezug auf Stärke, Wohlstand und Popularität anzeigen. Da für jeden Fortschrittsschritt Voraussetzungen erfüllt sein müssen, wirken sich die persönlichen Spielertafeln auf den Verkauf und die Platzierung von Spielsteinen aus. Um die nächste Entwicklungsstufe zu beanspruchen und potenzielle Belohnungen zu erhalten, muss eine neue Spielfigur das Königreich bereisen und die Spielsteine aktivieren. Zudem gibt es neue Wertungsplättchen für die Wanderer.

### Die Druiden
Die Druiden ist die zweite Erweiterung für Isle of Skye. Sie erschien 2018 und kann sowohl allein mit dem Basisspiel wie auch zusätzlich mit der Wanderer-Erweiterung gespielt werden. Durch die Erweiterung wird die Kaufphase in zwei Kaufsitzungen aufgeteilt, wobei die Spieler im ersten Kauf auf die übliche Art und Weise einen Spielstein kaufen und in der zweiten Kaufphase einen Spielstein vom Dolmenbrett kaufen können.  Die zusätzlichen „Druiden“-Teile sind normale Landschaftsteile, die allerdings oft eine Steintafel oder eine Schriftrolle tragen. Steintafeln gewähren besondere Kräfte, die die Spieler bis zum Ende des Spiels benutzen können, und Schriftrollen geben entsprechend den Grundregeln Punkte in der Wertung. Zudem kommen weitere Wertungsplättchen hinzu.

## Rezeption und Bewertung
Isle of Skye: Vom Häuptling zum König wurde von den Spieleautoren Andreas Pelikan und Alexander Pfister entwickelt und 2015 beim Spieleverlag Lookout Games veröffentlicht. Die Idee, das Spiel in Schottland zu verorten, kam dabei nach Angaben von Pfister vom Verlag und die Grafik wurde von Klemens Franz erarbeitet. Das Spiel gewann 2016 den Jury-Preis Kennerspiel des Jahres der Jury des Spiel des Jahres, zudem wurde es ausgezeichnet als Spiel der Spiele: Spiele mit Freunden 2016 und wurde beim Deutschen Spiele Preis 2016 auf Platz 7 gewählt. 2015 erschien das Spiel in einer englischsprachigen Version bei Mayfair Games, 2016 wurden dann auch Ausgaben in Spanien, Polen, Italien, Frankreich, den Niederlanden, China und Brasilien veröffentlicht. Darüber hinaus erschienen mehrere Zusatzkärtchen mit speziellem Aufdruck für das Spiel als Promotionsmaterial.
Das Spiel wurde auch in diversen Rezensionen überwiegend positiv besprochen. In der Spieledatenbank BoardGameGeek verzeichnete Isle of Skye ein durchschnittliches Rating von 7,5 (von 10) bei mehr als 7000 Bewertungen (Stand Januar 2017). Das Portal brettspielbox.de bewertete das Spiel mit 8,1 von 10 Punkten und wertete vor allem das Spielmaterial und den schnellen Spieleinstieg sehr hoch (jeweils 9 Punkte). Nach der Kritik ist das Spiel ein „tolles Spiel für einen Familienspielabend im gehobenen Bereich.“ Bei brettspiele-report.de erlangte das Spiel eine Gesamtwertung von 15 von 20 Punkten und auch hier wird neben der sehr guten Spieleanleitung die Qualität des Spielmaterials neben dem Langzeitspaß betont.

## Belege
1. 1 2  Isle of Skye: Vom Häuptling zum König auf der Website des Spiel des Jahres e.V.; abgerufen am 25. Januar 2017.
2. 1 2  Österreichischer Spielepreis 2014 vergeben. spielepreis.at, 30. Juni 2014, und Die ausgezeichneten Spiele 2016: Spiel der Spiele 2016. spielepreis.at; abgerufen am 25. Januar 2017.
3. 1 2 3 4 5 6 7 8 9 10  Spieleanleitung Isle of Skye; abgerufen am 25. Januar 2017.
4. ↑  Interview mit Alexander Pfister auf brettspielbox.de, 17. Oktober 2015; abgerufen am 25. Januar 2017.
5. ↑  Versions von Isle of Skye in der Spieledatenbank BoardGameGeek (englisch); abgerufen am 25. Januar 2017.
6. ↑  Expansions von Isle of Skye in der Spieledatenbank BoardGameGeek (englisch); abgerufen am 25. Januar 2017.
7. ↑  Ratings & Comments für Isle of Skye in der Spieledatenbank BoardGameGeek (englisch); abgerufen am 25. Januar 2017.
8. ↑  Isle of Skye auf brettspielbox.de, 10. März 2014; abgerufen am 25. Januar 2017.
9. ↑  Isle of Skye auf brettspiele-report.de, 27. November 2014; abgerufen am 25. Januar 2017.